# Nagroda za drugoplanową rolę męską na Festiwalu Polskich Filmów Fabularnych
Nagroda za drugoplanową rolę męską na Festiwalu Polskich Filmów Fabularnych w Gdańsku i (od 1987 roku) w Gdyni jest przyznawana w konkursie głównym od jedenastej edycji festiwalu, czyli od 1986 roku. Najmłodszym laureatem jest Bartosz Obuchowicz, który w 2001 roku w wieku dziewiętnastu lat został wyróżniony za rolę w filmie Stacja. Najstarszym zaś Marek Walczewski; w 2004 roku miał sześćdziesiąt siedem lat, kiedy przyznano mu nagrodę za obraz Ono. Janusz Gajos, Cezary Pazura, Łukasz Simlat i Dawid Ogrodnik wygrywali dwukrotnie i jest to rekord w historii festiwalu. Gajos dodatkowo czterokrotnie triumfował w kategorii pierwszoplanowa rola męska i z liczbą sześciu nagród prowadzi w klasyfikacji najczęściej nagradzanych aktorów na festiwalu w Gdyni. W ciągu ponad trzydziestu lat istnienia festiwalu tylko raz w konkursie na najlepszego aktora zwyciężył obcokrajowiec. W 2005 roku był to Rosjanin Nikita Michałkow. Nagrodą dla zwycięzcy jest 12 tysięcy złotych.

## Laureaci nagrody

### 1974-1979
- 1974: nie przyznawano
- 1975: nie przyznawano
- 1976: nie przyznawano
- 1977: nie przyznawano
- 1978: nie przyznawano
- 1979: nie przyznawano

### 1980–1989
- 1980: nie przyznawano
- 1981: nie przyznawano
- 1982: festiwal nie odbył się
- 1983: festiwal nie odbył się
- 1984: nie przyznawano
- 1985: nie przyznawano
- 1986: Ludwik Pak − Siekierezada jako Peresada
- 1987: Jerzy Stuhr − Pociąg do Hollywood jako reżyser Zdzich
- 1988: Bronisław Pawlik − Tabu jako Organista
- 1989: nie przyznano nagród regulaminowych

### 1990–1999
- 1990: Henryk Bista − Lawa jako senator
- 1991: Cezary Pazura − Kroll jako kapral Edward Wiaderny
- 1992: Janusz Gajos − Kiedy rozum śpi jako Cinqueda i Szwadron jako Jan Dobrowolski
- 1993: Mariusz Jakus − Samowolka jako Jan „Tygrys” Jabłoński
- 1994: Krzysztof Majchrzak − Cudowne miejsce jako ksiądz Andrzej
- 1995: Cezary Pazura − Tato jako Cezary Kujawski
- 1996: Jerzy Trela − Autoportret z kochanką jako Józef Mitura
- 1997: Andrzej Iwiński − Darmozjad polski jako Wuj
- 1998: Andrzej Zaborski − U Pana Boga za piecem jako Henryk, komisarz policji
- 1999: Janusz Gajos − Fuks jako śledczy

### 2000–2009
- 2000: Krzysztof Pieczyński − Daleko od okna jako Jodła
- 2001: Bartosz Obuchowicz − Stacja jako Marek „Banan”
- 2002: Jacek Braciak − Edi jako Jureczek Sokołow
- 2003: Jan Frycz − Pornografia jako pułkownik Siemian
- 2004: Marek Walczewski − Ono jako Stefan, ojciec Ewy
- 2005: Nikita Michałkow − Persona non grata jako Oleg
- 2006: Krzysztof Kiersznowski − Statyści jako Edward Gralewski
- 2007: Zbigniew Stryj − Benek jako Eryk Kacik
- 2008: Eryk Lubos − Boisko bezdomnych jako Indor
- 2009: Marcin Dorociński − Rewers jako Bronisław

### Od 2010
- 2010: Janusz Chabior − Made in Poland jako Wiktor
- 2011: Marian Dziędziel − Kret jako Zygmunt
- 2012 (ex aequo):
  - Dawid Ogrodnik − Jesteś Bogiem jako Sebastian „Rahim” Salbert
  - Tomasz Schuchardt − Jesteś Bogiem jako Wojciech „Fokus” Alszer
- 2013: Zbigniew Waleryś − Papusza jako Dionizy Wajs
- 2014: Dawid Ogrodnik − Obietnica jako Daniel
- 2015: Wojciech Pszoniak − Excentrycy, czyli po słonecznej stronie ulicy jako Felicjan Zuppe, stroiciel fortepianów
- 2016: Łukasz Simlat − Zjednoczone stany miłości jako Jacek, mąż Agaty
- 2017: Łukasz Simlat − Amok jako inspektor Jacek Sokolski
- 2018: Olgierd Łukaszewicz − Jak pies z kotem jako Janusz Kondratiuk
- 2019: Sebastian Stankiewicz − Pan T. jako Filak
- 2020: Tomasz Włosok − Jak zostałem gangsterem. Historia prawdziwa jako „Walden”
- 2021: Andrzej Kłak − Prime Time jako Ochroniarz Grzegorz